# Maamme
Maamme (em finlandês) ou Vårt land (em sueco), que significa Nossa terra, é o título do hino nacional finlandês.
A música foi composta pelo alemão Fredrik Pacius, com a letra original  em sueco por Johan Ludvig Runeberg,  e foi tocado pela primeira vez em 12 de Maio de 1848. O poema original foi  escrito em 1846 mas foi  não impresso até  1848, tinha 11 estâncias.

## Letra

### Vårt land, versão do hino emsueco
(o original de Johan Ludvig Runeberg)